# Провал во времени (фильм, 1997)
«Прова́л во вре́мени» (англ. Retroactive) — американский научно-фантастический приключенческий боевик 1997 года режиссёра Луи Морно с Джеймсом Белуши, Кайли Трэвис и Шэннон Уирри в главных ролях. Картина награждена 6 кинопремиями и была номинирована ещё на 3 без занятия призовых мест.

## Сюжет
Карен (Кайли Трэвис) голосует на дороге, и её берётся подвезти незнакомый мужчина, Фрэнк (Джеймс Белуши). На ближайшей автозаправке он ссорится с человеком и пускает в ход оружие, пытаясь убить заодно и всех присутствующих как свидетелей. Спасаясь от него бегством, Карен пытается укрыться в одиноко стоящем строении с оградой и сигнализацией. Впустивший её учёный, как оказывается, проводит там эксперимент по перемещению в прошлое, и женщине удаётся переместиться в момент до начала кровавых событий. Она неоднократно пытается предотвратить ранее случившееся, но с каждым разом последствия становятся только хуже, а жертв — всё больше. В итоге, сумев переместиться в прошлое на больший промежуток времени, она решает, что наилучшим будет не вмешиваться в события и даже не знакомиться с преступником. Это оказывает свой эффект — злодей успевает застрелить всего двух героев фильма из десяти, прежде чем его убивает жена, Рианна (Шэннон Уирри), которую задерживает первый же патрульный полицейский.

## В ролях
- Джеймс Белуши — Фрэнк Ллойд
- Кайли Трэвис — Карен
- Шэннон Уирри — Рианна Ллойд
- Фрэнк Уэйли — Брайан
- Джесс Боррего — Джесс
- М. Эммет Уолш — Сэм
- Шерман Ховард — Патрульный
- Гай Бойд — Бад
- Кристина Коггинс — Марта
- Роберт Фибаут младший — Пол
- Роджер Клинтон — водитель грузовика

## Критика
На агрегаторе рецензий Rotten Tomatoes рейтинг одобрения составляет 57 % со средней оценкой 7 из 10 на основе 5 обзоров.
Джефф Эндрю из Time Out заявляет: «С его взрывным действием, чёрной комедией и надуманной научной фантастикой, наложенной на смутно правдоподобный криминальный триллер, этот скромный инди-фильм напоминает такие малобюджетные эксплуататоры 80-х как „Дрожь земли“ и работы Чарльза Бэнда. Как и самый запоминающийся из них, он вырывается из колеи благодаря причудливому, образному сценарию. В нем более чем достаточно энергии, бравады и изобретательности, чтобы привлечь внимание зрителя».

## Награды и номинации
- 1997: на Брюссельском кинофестивале Луи Морно за создание этого фильма награждён премией «Серебряный ворон» за свежий и инновациционный подход в фильме этого жанра
- 1997: фильм номинирован на премию кинофестиваля Mystfest в категории за лучший фильм
- 1997: картина номинирована в категории лучший фильм на международном кинофестивале Sitges — Catalonian
- 1997: на кинофестивале фантастики в Швеции картина премирована призом зрительских симпатий за лучший художественный фильм и призом за лучшие похвальные отзывы
- 1998: номинация на премию «Сатурн» за лучшую телепостановку
- 1998: Луи Морно за работу над этой картиной награждён международной премией за лучший фантастический фильм
- 1998: на неделе кинофантастики Málaga картина премирована в номинациях за лучшую актёрскую работу (Джеймс Белуши) и специальный приз за лучшие спецэффекты.